# Балдовиці
Балдовиці (пол. Bałdowice) — село в Польщі, у гміні Кобиля-Гура Остшешовського повіту Великопольського воєводства.
Населення — 141 особа (2011).
У 1975—1998 роках село належало до Каліського воєводства.

## Демографія
Демографічна структура станом на 31 березня 2011 року:
|          | Загалом | Допрацездатний вік | Працездатний вік | Постпрацездатний вік |
| -------- | ------- | ------------------ | ---------------- | -------------------- |
| Чоловіки | 71      | 18                 | 47               | 6                    |
| Жінки    | 70      | 16                 | 41               | 13                   |
| Разом    | 141     | 34                 | 88               | 19                   |